# Altiplà de Mongòlia
L'altiplà de Mongòlia és la part de l'altiplà de l'Àsia central situada entre 37°46′-53°08′N i 87°40′-122°15′E i té una superfície d'aproximadament 3.200.000 quilòmetres quadrats. Limita amb les muntanyes Hinggan a l'est, les muntanyes Yin al sud, el Massís de l'Altai a l'oest i les muntanyes Sayan i Khentii al nord. L'altiplà inclou el desert del Gobi, així com les regions d'estepa seca. Té una elevació aproximada de 1.000 a 1.500 metres, amb el punt més baix a Hulunbuir i el punt més alt a Altai.
Políticament, l'altiplà es divideix entre Mongòlia, Xina i Rússia. A la Xina, parts de les regions autònomes de Mongòlia Interior i Xinjiang es troben a l'altiplà. A Rússia, l’altiplà forma part de Buriàtia i l'Oblast d’Irkutsk.

## Geografia
Té una altitud d'aproximadament 1000 a 1500 metres, amb el punt més baix en Hulunbuir (la Xina) i el més alt en Altái.
El punt més alt, la muntanya Munh-Khairkhan (4231 m) es troba en la cresta del Altái mongol. La cresta de Gobi Altái s'estén al llarg de la part occidental de l'altiplà.
Políticament, l'altiplà està dividit entre Mongòlia, la Xina —regions autònomes de Mongòlia Interior i Xinjiang— i Rússia —Buriatia i sud del Óblast de Irkutsk.

## Climatologia
El clima continental sec de l'altiplà de Mongòlia té com a característica unes escasses precipitacions, uns 200 mm/any mm/any. Les precipitacions es concentren principalment durant l'estiu, mentre que els hiverns són llargs i freds. La temperatura varia molt. En Ulan Bator, per exemple, la temperatura mitjana de gener és de −26 °C, i al juliol és de 17 °C −26 °C.
Els rius Selenga i Kerulen flueixen al llarg de l'altiplà. Més de 220 llacs salats es troben només en la part xinesa de l'altiplà.

## Història
Al llarg dels darrers milions d'anys, l'Altiplà ha experimentat una transformació notable, passant d'un antic oceà a una regió boscosa i, posteriorment, a una zona àrida. La vegetació actual de l'Altiplà està predominantment formada per estepes i deserts, que abasten el 44% i el 34% de la superfície total, respectivament. A més, es pot trobar vegetació boscosa (14%), terres de conreu (5%), i vegetació alpina (3%). Cal destacar que l'Altiplà també està esquitxat per diversos llacs, molts dels quals han experimentat una ràpida disminució o desaparició en les darreres tres dècades.
L'altiplà va ser habitat i conquerit per diversos grups, inclosos (cronològicament) els Xiongnu, els Xianbei, els Göktürks, la dinastia Tang, la dinastia Liao, l'imperi Mongol, la dinastia Yuan, la dinastia Yuan del nord i la dinastia Qing.
L'Altiplà de Mongòlia ha estat àmpliament reconegut com el bressol de la civilització nòmada mongola. Aquest altiplà està situat a l'interior de l'Àsia temperada i es compon principalment de dues regions diferents: la Regió Autònoma de Mongòlia Interior de la Xina (anomenada Mongòlia Interior) i la totalitat del territori de Mongòlia (anteriorment coneguda com la República de Mongòlia).
Abans del domini del Gran Imperi Mongol, establert per Genguis Kan, amb les seves forces militars i ramats que deambulaven pels prats eurasiàtics i més enllà al segle XIII, l'Altiplà de Mongòlia ha experimentat transformacions paisatgístiques accelerades des de la fi de la dinastia Qing, impulsades per factors humans i naturals. Les més notables d'aquestes transformacions han tingut lloc en les darreres dècades.
En els últims 30 anys, les activitats humanes han experimentat un augment en intensitat i extensió, impulsades pel creixement de la població humana, especialment a Mongòlia Interior. Aquestes activitats inclouen el pasturatge excessiu del bestiar, la mineria de carbó i minerals, i un procés ràpid d'urbanització. Al mateix temps, el clima s'ha escalfat i assecat, amb un augment mitjà de la temperatura anual d'1,2 °C i una disminució general de les precipitacions des de la meitat dels anys noranta.
Aquestes activitats humanes han exercit una influència substancial en els paisatges i ecosistemes de l'Altiplà, plantejant desafiaments significatius per a la sostenibilitat ambiental de la regió. La interacció complexa entre factors com el canvi climàtic, la urbanització accelerada i les pràctiques agrícoles intensives destaquen la necessitat d'abordar de manera efectiva els problemes ambientals en aquesta àrea.

## Població i economia
Les parts septentrionals de l'altiplà estan habitades predominantment per mongols, i en l'extrem occidental per kazakhs. La població de Mongòlia Interior està formada per 4/5 de xinesos (han). Les terres de l'altiplà estan relativament poc desenvolupades econòmicament.
L'altiplà és una estepa seca, coberta d'herba curta; es desenvolupa el pasturatge nòmada (ovelles, cabres, vaques, cavalls i camells). L'agricultura està limitada per les condicions climàtiques; es conrea blat, avena i altres cereals i verdures. En les zones de regadiu de Mongòlia Interior es conreen la remolatxa sucrera i les llavors oleaginoses. El carbó (Sain Shan) s'extreu en la part mongola de l'altiplà, i el carbó i el mineral de ferro (Baotou) en la part xinesa. També hi ha coure, molibdè, fluorita, urani, or, plata i altres minerals.
Acabat el 1955, el Transmongolià connecta Ulán Bator, situat en el nord de l'altiplà, amb la ciutat russa Ulan-Udè (República de Buriàtia) i la xinesa Eren-Hoto, al nord-oest de Pequín.
Encara que diverses carreteres travessen la regió, l'altiplà continua sent una zona relativament aïllada i econòmicament subdesenvolupada.

## Canvi d'entorn
Molts llacs de l'altiplà de Mongòlia, com el llac Chagan i el llac XinKai, s'han reduït en dos terços de la seva superfície. Alguns s'han assecat completament; el llac Huangqihai i Naiman Xihu es van assecar completament entre el 1980 i el 2010. Mentre que alguns llacs com el llac Juyan est i Had Paozi han crescut, la superfície total dels llacs s'ha reduït de mitjana un 30%.
El singular paisatge de l'Altiplà de Mongòlia ha donat forma a la cultura nòmada ancestral, amb una història de l'ús evolutiu de la terra influïda per les dinàmiques interaccions entre l'ésser humà i l'entorn natural. Un estudi realitzat per Wu et al. examina l'evolució dels paisatges de Mongòlia Interior des de temps antics fins a l'actualitat. Els canvis en el paisatge han estat significativament més pronunciats tant en extensió com en intensitat a Mongòlia Interior que a Mongòlia Exterior, especialment en les darreres dècades.
Mongòlia Interior ha experimentat diverses transformacions profundes en el seu territori, des de l'agricultura primitiva localitzada que es remunta als temps prehistòrics fins al pasturatge nòmada a gran escala que va perdurar durant milers d'anys. Així mateix, s'ha observat una transició cap al pasturatge sedentari, acompanyat de l'increment de l'activitat agrícola i la urbanització a partir dels anys seixanta. Aquestes etapes marquen les diverses fases pel que fa a l'ús de la terra a Mongòlia Interior, reflectint una adaptació constant de la població al llarg del temps.
Durant un llarg període, els patrons d'ús dels terrenys a l'Altiplà de Mongòlia han estat configurats per les complexes interaccions entre el pasturatge nòmada i la cultura agrària. Aquests canvis en l'ús del sòl han generat transformacions significatives en la vegetació d'aquesta àrea. L'estudi de Zhao et al. va quantificar els canvis en els patrons espacials de la vegetació a l'Altiplà de Mongòlia des de 1982 fins al 2011, utilitzant l'Índex de Vegetació de Diferència Normalitzada (NDVI) derivat d'imatges de teledetecció.
Per a tot l'Altiplà, es va observar una tendència NDVI (Normalized difference vegetation index) significativament positiva durant la temporada de creixement del 1982 al 1998. No obstant això, des d'aleshores, l'NDVI no ha mostrat un augment constant. Malgrat la percepció comuna que la vegetació de Mongòlia Exterior està en millors condicions que la de Mongòlia Interior, l'estudi basat en satèl·lit va revelar que l'NDVI mitjà durant la temporada de creixement, que reflecteix la cobertura vegetal i la producció de biomassa, era un 22,2% més elevada a Mongòlia Interior que a Mongòlia Exterior.